# Vignoble de la côte de Beaune

Les vignobles de la côte de Beaune et de son arrière-côte.

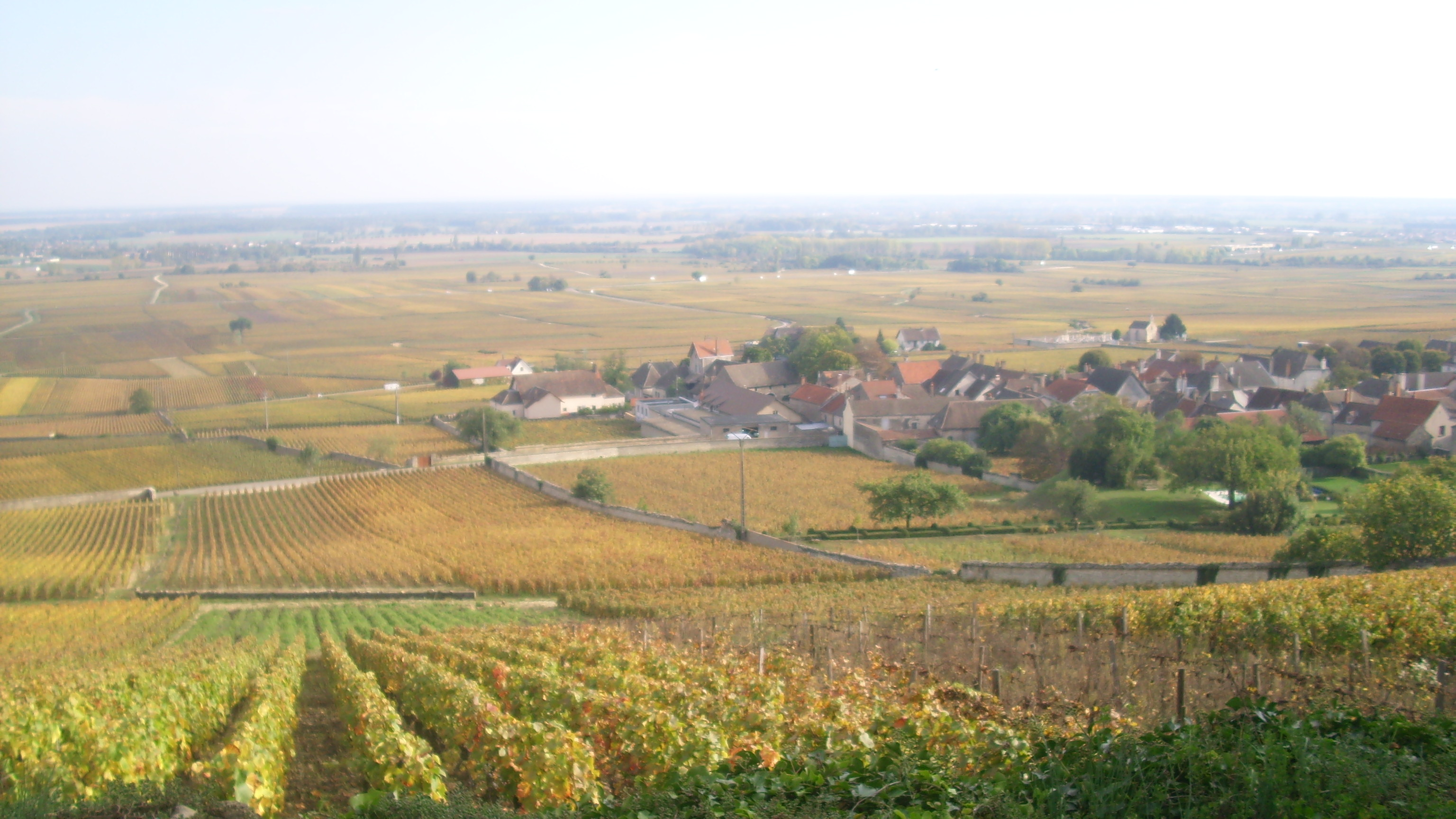
Vue de la Côte à Volnay (octobre 2009).

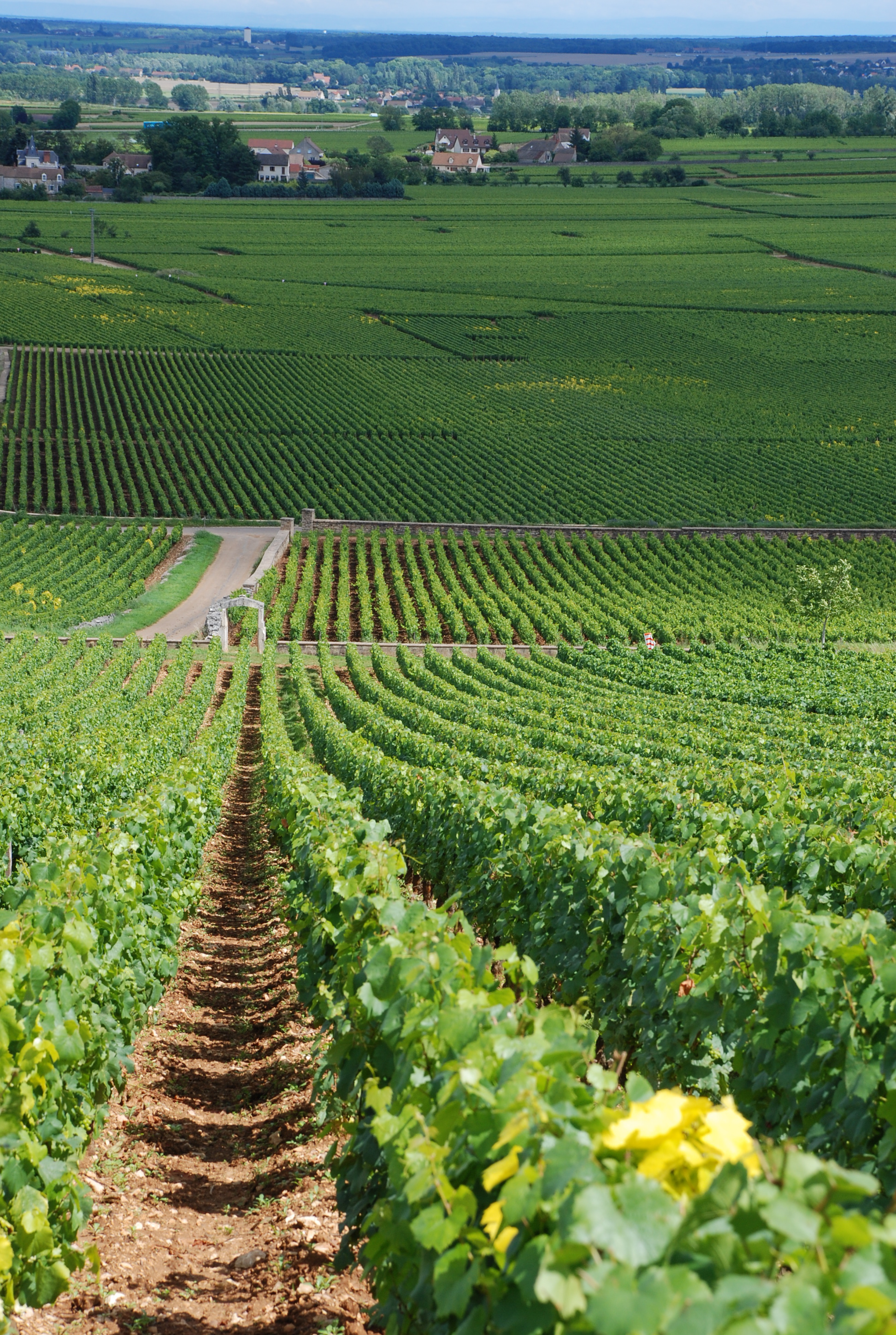
Vue de la Côte à Puligny-Montrachet (juillet 2007).

Le vignoble de la côte de Beaune est un vignoble occupant une zone étroite de part et d'autre de la ville de Beaune, allant de Ladoix-Serrigny au nord jusqu'à Cheilly-lès-Maranges au sud, principalement dans le département de la Côte-d'Or et débordant un peu en Saône-et-Loire, le tout dans la région Bourgogne-Franche-Comté.
Il s'agit d'une des subdivisions du vignoble de Bourgogne (avec la Basse-Bourgogne, la côte de Nuits, la côte chalonnaise et le Mâconnais). C'est une des parties les plus prestigieuses du vignoble bourguignon, formant la côte d'Or avec la côte de Nuits, et inscrit au patrimoine mondial comme « climats du vignoble de Bourgogne ». Les deux côtes ont des caractères bien marqués qui les distinguent. La côte de Beaune est plus méridionale, il y a environ un degré d'écart entre les moyennes des températures du sud de la côte de Beaune et celles du nord de la côte de Nuits. Les expositions générales sont un peu différentes : la côte de Nuits est majoritairement exposée à l'est, celle de Beaune au sud-est. Les terrains sont également différents, la côte de Beaune située sur le synclinal de Volnay est sur des roches-mères plus récentes que la côte de Nuits située sur l'anticlinal de Gevrey.  
Les côtes-de-beaune désignent par extension les différents vins produits le long de cette côte, à ne pas confondre avec le côte-de-beaune, le côte-de-beaune-villages et le bourgogne hautes-côtes-de-beaune qui sont des appellations plus restreintes.

## Appellations
Vingt communes viticoles occupent les pentes de la côte de Beaune, le long de la route des Grands Crus sur 30 kilomètres, chacune avec ses propres appellations ou dénominations en plus de celles propres à tout le vignoble bourguignon (bourgogne, coteaux-bourguignons, bourgogne-passe-tout-grains, bourgogne aligoté, bourgogne-mousseux et crémant de Bourgogne) ou à la côte d'Or (bourgogne côte-d'or). Ce sont, du nord au sud, les communes suivantes (ne sont pas indiqués les premiers crus, qui sont trop nombreux) :
- Ladoix-Serrigny (appellations ladoix, bourgogne-la-chapelle-notre-dame, côte-de-beaune-villages, aloxe-corton et corton) ;
- Aloxe-Corton (appellations aloxe-corton, charlemagne, corton et corton-charlemagne) ;
- Pernand-Vergelesses (appellations pernand-vergelesses, aloxe-corton, charlemagne, corton, corton-charlemagne et bourgogne hautes-côtes-de-beaune) ;
- Chorey-les-Beaune (appellations chorey-lès-beaune et côte-de-beaune-villages) ;
- Savigny-lès-Beaune (appellations savigny-lès-beaune, côte-de-beaune-villages et bourgogne hautes-côtes-de-beaune) ;
- Beaune (appellations beaune, côte-de-beaune et bourgogne hautes-côtes-de-beaune) ;
- Pommard (appellations pommard et bourgogne hautes-côtes-de-beaune) ;
- Volnay (appellations volnay et bourgogne hautes-côtes-de-beaune) ;
- Monthelie (appellations monthélie et côte-de-beaune-villages) ;
- Auxey-Duresses (appellations auxey-duresses, côte-de-beaune-villages et bourgogne hautes-côtes-de-beaune) ;
- Saint-Romain (appellations saint-romain et côte-de-beaune-villages) ;
- Meursault (appellations meursault, blagny, sainte-marie-la-blanche, volnay et bourgogne hautes-côtes-de-beaune) ;
- Puligny-Montrachet (appellations puligny-montrachet, bâtard-montrachet, bienvenues-bâtard-montrachet, montrachet, chevalier-montrachet, blagny et côte-de-beaune-villages) ;
- Saint-Aubin (appellations saint-aubin, côte-de-beaune-villages et bourgogne hautes-côtes-de-beaune) ;
- Chassagne-Montrachet (appellations chassagne-montrachet, bâtard-montrachet, criots-bâtard-montrachet, montrachet et côte-de-beaune-villages) ;
- Remigny (appellations chassagne-montrachet, santenay, côte-de-beaune-villages et bourgogne côte-chalonnaise) ;
- Santenay (appellations santenay et côte-de-beaune-villages) ;
- Cheilly-lès-Maranges (appellations maranges, côte-de-beaune-villages et bourgogne hautes-côtes-de-beaune) ;
- Dezize-lès-Maranges (appellations maranges, côte-de-beaune-villages et bourgogne hautes-côtes-de-beaune) ;
- Sampigny-lès-Maranges (appellations maranges, côte-de-beaune-villages et bourgogne hautes-côtes-de-beaune).

Les vignobles de la côte de Beaune produisent des vins rouges comme ceux de la côte de Nuits, mais ils sont particulièrement renommés pour leurs blancs. Ces derniers, issus du chardonnay, sont considérés comme parmi les meilleurs du monde.
S'y rajoutent les communes de l'aire d'appellation bourgogne hautes-côtes-de-beaune (une dénomination géographique au sein de l'appellation bourgogne), notamment celles sur l'arrière-côte de Beaune :
- dans le département de la Côte-d'Or, communes entières : Baubigny, Bouze-lès-Beaune, Cormot-le-Grand, Échevronne, Fussey, Mavilly-Mandelot, Meloisey, Nantoux, Nolay, La Rochepot et Vauchignon ; communes prises en partie : Auxey-Duresses, Beaune, Magny-lès-Villers, Meursault, Monthelie, Pernand-Vergelesses, Pommard, Saint-Aubin, Saint-Romain, Savigny-lès-Beaune et Volnay ;
- dans le département de Saône-et-Loire, communes entières : Change, Créot, Épertully et Paris-l'Hôpital ; communes prises en partie : Cheilly-lès-Maranges, Dezize-lès-Maranges et Sampigny-lès-Maranges[3].

## Géographie

### Géologie
La côte de Beaune a pour origine l'effondrement de la plaine de la Saône : elle en marque la limite occidentale, le long d'un réseau de failles de direction sud-sud-ouest nord-nord-est.
Cette bordure en forme de cuesta est composée de plusieurs couches datant de l'ère secondaire (principalement Jurassique), tandis que la plaine est composée de sédiments des ères tertiaires et quaternaire. Il y a une ondulation, le synclinal de Volnay, ce qui fait que les couches géologiques les plus anciennes sont relevées à l'extrémité sud de la Côte (à l'ouest de Dezize-lès-Maranges affleurent le grès du Trias et même le granite).
On a, du haut de la Côte vers le bas, successivement :
- des calcaires durs de l'Oxfordien supérieur (couverts de forêts, comme au sommet de la colline de Corton) ;
- des marnes de l'Oxfordien moyen (pour le corton-charlemagne) ;
- des calcaires du Callovien, oolithiques ferrugineux (comme pour le corton et les Rugiens) ;
- des calcaires du Bathonien supérieur, oolithiques irisés appelés la « dalle nacrée » (pour l'aloxe-corton) et du Bathonien moyen dit « pierre de Comblanchien » (pour le meursault) ;
- des calcaires du Bathonien moyen, oolithiques blancs, dit « pierre de Chassagne » (pour le chassagne-montrachet) et du Bathonien inférieur, dit « pierre de Premeaux » (pour le montrachet).

Plusieurs cours d'eau entaillent les marnes et les calcaires de la Côte : le Rhoin à Savigny-lès-Beaune, l'Avant-Dheune à Pommard, le ruisseau de Saint-Romain à Meursault et le vallon de Saint-Aubin à Chassagne-Montrachet. Ceux-ci ont créé des cônes de déjection.
Les sols sur lesquels sont plantées les vignes sont composés d'éboulis provenant des calcaires du haut de la Côte, de limons rouges déposés aux époques glaciaires, de roches provenant de l'altération des couches sous-jacentes (naturellement ou lors des défoncements) et de la terre remontée par les humains.

### Climatologie
Le climat bourguignon est un climat tempéré océanique à légère tendance continentale. L'influence océanique se traduit par des pluies fréquentes en toutes saisons (avec néanmoins un maximum en automne et un minimum en été) et un temps changeant. L'influence semi-continentale se traduit par une amplitude thermique mensuelle plus élevée, se caractérisant par des hivers plus froids avec quelques chutes de neige, et des étés plus chauds que sur les littoraux, avec à l'occasion de violents orages. Les données climatiques de la station météorologique de Savigny-lès-Beaune et de celle de Chagny ci-dessous en rendent compte.
| Mois                              | jan. | fév. | mars | avril | mai  | juin | jui. | août | sep. | oct. | nov. | déc. | année |
| --------------------------------- | ---- | ---- | ---- | ----- | ---- | ---- | ---- | ---- | ---- | ---- | ---- | ---- | ----- |
| Température minimale moyenne (°C) | −11  | 0,3  | 2,3  | 5,2   | 8,9  | 12,2 | 14,2 | 13,7 | 10,8 | 7,1  | 2,5  | −0,1 | 6,3   |
| Température moyenne (°C)          | 1,7  | 3,7  | 6,6  | 9,9   | 13,8 | 17,4 | 19,9 | 19,2 | 16,2 | 11,3 | 5,7  | 2,5  | 10,7  |
| Température maximale moyenne (°C) | 4,5  | 7    | 10,9 | 14,7  | 18,8 | 22,6 | 25,5 | 24,6 | 21,5 | 15,6 | 8,8  | 5,1  | 15    |
| Précipitations (mm)               | 62,4 | 55,1 | 51,9 | 54,5  | 81,1 | 60,5 | 48,9 | 60,3 | 70   | 60,7 | 67,1 | 63,5 | 736   |

| Mois                              | jan. | fév. | mars  | avril | mai  | juin  | jui.  | août  | sep.  | oct. | nov. | déc. | année |
| --------------------------------- | ---- | ---- | ----- | ----- | ---- | ----- | ----- | ----- | ----- | ---- | ---- | ---- | ----- |
| Température minimale moyenne (°C) | −1   | 0    | 2,6   | 5,5   | 9,2  | 13    | 14,7  | 13,9  | 11    | 7    | 3,4  | 0,9  | 6,8   |
| Température moyenne (°C)          | 2,8  | 4    | 7,7   | 11,6  | 14,9 | 18,3  | 20,5  | 19,5  | 16,8  | 11,4 | 6,5  | 4    | 11,4  |
| Température maximale moyenne (°C) | 5,8  | 8    | 12,7  | 17,7  | 20,6 | 24,7  | 27    | 26    | 22,7  | 16,4 | 10,2 | 7,1  | 16,6  |
| Ensoleillement (h)                | 24,3 | 60,3 | 112,5 | 139,1 | 155  | 162,3 | 164,5 | 182,4 | 144,9 | 73,4 | 29,9 | 17,4 | 1 266 |
| Précipitations (mm)               | 32,5 | 27,1 | 35,8  | 41,2  | 37,8 | 43,3  | 24,3  | 29,5  | 30,4  | 38,8 | 27   | 38   | 405,7 |

| Diagramme climatique                                  |        |             |             |             |            |            |            |            |           |           |          |
| J                                                     | F      | M           | A           | M           | J          | J          | A          | S          | O         | N         | D        |
| 5,8−132,5                                             | 8027,1 | 12,72,635,8 | 17,75,541,2 | 20,69,237,8 | 24,71343,3 | 2714,724,3 | 2613,929,5 | 22,71130,4 | 16,4738,8 | 10,23,427 | 7,10,938 |
| Moyennes : • Temp. maxi et mini °C • Précipitation mm |        |             |             |             |            |            |            |            |           |           |          |

| Mois                              | jan. | fév. | mars  | avril | mai   | juin  | jui.  | août  | sep.  | oct. | nov. | déc. | année   |
| --------------------------------- | ---- | ---- | ----- | ----- | ----- | ----- | ----- | ----- | ----- | ---- | ---- | ---- | ------- |
| Température minimale moyenne (°C) | 1,4  | 1,8  | 3,8   | 6,6   | 10,1  | 14,3  | 16,1  | 15,7  | 12    | 8,3  | 4,3  | 1,9  | 8       |
| Température moyenne (°C)          | 4,1  | 5,5  | 8,6   | 12,2  | 15,3  | 20,2  | 22,6  | 21,7  | 17,7  | 12,2 | 7,3  | 4,4  | 12,6    |
| Température maximale moyenne (°C) | 6,7  | 9,2  | 13,3  | 17,7  | 20,5  | 26    | 29    | 28,4  | 23,3  | 16,2 | 10,3 | 7    | 17,3    |
| Ensoleillement (h)                | 48,2 | 92,8 | 126,5 | 163,3 | 176,8 | 165,8 | 217,8 | 162,8 | 154,4 | 59,7 | 42,9 | 26,6 | 1 437,6 |
| Précipitations (mm)               | 50   | 32   | 44    | 59    | 58    | 95    | 60    | 78    | 71    | 65   | 47   | 63   | 557     |

| Diagramme climatique                                  |          |           |           |            |          |          |            |          |           |           |        |
| J                                                     | F        | M         | A         | M          | J        | J        | A          | S        | O         | N         | D      |
| 6,71,450                                              | 9,21,832 | 13,33,844 | 17,76,659 | 20,510,158 | 2614,395 | 2916,160 | 28,415,778 | 23,31271 | 16,28,365 | 10,34,347 | 71,963 |
| Moyennes : • Temp. maxi et mini °C • Précipitation mm |          |           |           |            |          |          |            |          |           |           |        |

Deux stations météorologiques ont été utilisées pour une étude sur les effets du changement climatique : celle de Savigny-lès-Beaune (à 220 mètres d'altitude) et celle de La Rochepot (à 410 m), la première sur le bas de la côte et la seconde dans l'arrière-côte. Les températures y sont nettement en hausse depuis 1988, entraînant des vendanges plus précoces d'une douzaine de jours (le débourrement, la floraison et la véraison de la vigne se faisant plus tôt). La côte de Beaune aurait désormais des caractéristiques thermiques de type un peu plus subméditerranéen (correspondant à un déplacement de 200 km vers le sud), tandis que l'arrière-côte bénéficierait de l'ancien climat de la côte d'Or (correspondant à la différence d'altitude), plus frais.